# Ilse Abel
Ilse Abel (Berlino, 5 ottobre 1909 – Berlino, 21 maggio 1959) è stata un'attrice tedesca.

## Biografia
Nata a Berlino, Ilse Abel frequentò il liceo. Dopo la scuola superiore, studiò recitazione presso la scuola di Anna von Strantz-Führing, debuttando al Theater in der Stresemannstraße. Recitò quindi in molti altri teatri berlinesi e prese parte a diverse tournée a Stettino, Königsberg ed Erfurt.
Fu essenzialmente un'attrice teatrale ma, nella sua carriera si contano anche alcune apparizioni sullo schermo. Il suo debutto cinematografico risale al 1936 quando interpretò una dama di corte in Corridoio segreto, un film ambientato in Russia alla corte della zarina Elisabetta. Fu tra i protagonisti in Die Unbekannte, dove lavorò a fianco di Sybille Schmitz. In totale, dal 1936 al 1957, girò, in ruoli di contorno, undici film.
Dal 1934, iniziò anche una proficua carriera radiofonica.

## Filmografia
- Corridoio segreto (Der Favorit der Kaiserin ), regia di Werner Hochbaum (1936)
- Die Unbekannte, regia di Frank Wisbar (1936)
- Wenn du eine Schwiegermutter hast, regia di Joe Stöckel (1937)
- Monika, regia di Heinz Helbig (1938)
- Parkstrasse 13, regia di Jürgen von Alten (1939)
- La contessa e il guardiacaccia (Leidenschaft), regia di Walter Janssen (1940)
- La porta chiusa, regia di Jürgen von Alten (1940)
- Polterabend, regia di Carl Boese (1940)
- Glückliche Reise, regia di Thomas Engel (1954)
- Mein Vater, der Schauspieler, regia di Robert Siodmak (1956)
- Die Schönste, regia di Ernesto Remani e Walter Beck (1957)